# Pavel Brăila
Pavel Brăila (* 1971 in Chișinău) ist ein moldauischer Konzeptkünstler, der mit Film, Video, Installation, Fotografie und Performance arbeitet.

## Leben und Werk
Pavel Brăila studierte an der Technischen Universität Moldau in Chișinău, der Jan van Eyck Academie in Maastricht, Niederlande und am Le Fresnoy in Tourcoing, Frankreich.
Brăilas Filmprojekt Shoes for Europe wurde 2002 auf der documenta11 gezeigt.

„Auf dem kleinen Grenzbahnhof Ungheni an der moldawisch-rumänischen Grenze müssen die Züge von der in Moldawien üblichen Spurweite auf die in Rumänien und Westeuropa übliche Normalspur umgestellt werden. Die langwierige Passage des Zuges von Ost nach West und den mühsamen, arbeitsintensiven Prozess der Anpassung – jeder Zug hält drei Stunden und wird für die Spurumstellung zwei Meter angehoben, während die Fahrgäste den Zoll passieren – dokumentiert der Künstler inner- und außerhalb der Waggons illegal, da filmen im moldawischen Grenzgebiet offiziell nicht erlaubt ist.“

2007 schuf Brăila als Artist in Residence des Berliner Künstlerprogramms des DAAD, die Installation Barons’ Hill in der Neuen Nationalgalerie. Pavel Brăilas Film Definitively Unfinished, der auf den Internationalen Kurzfilmtagen in Oberhausen Premiere feierte, wurde 2009 mit dem Preis des Ministerpräsidenten des Landes Nordrhein-Westfalen ausgezeichnet.
Brăila war Teilnehmer zahlreicher Gruppenausstellungen. Unter anderem im Museum Boijmans Van Beuningen, Rotterdam; Tate Gallery, London; Renaissance Society, Chicago; Kölnischer Kunstverein, Köln; Palazzo delle Stelline, Mailand; Sammlung Essl, Klosterneuburg; Royal College of Art Galleries, London; Moderna Museet, Stockholm, Stedelijk Museum Schiedam; documenta 14 in Kassel; Manifesta 10 in Sankt Petersburg.